# داستان‌های عجیب
داستان‌های عجیب (به انگلیسی: Ajeeb Daastaans) و (به انگلیسی: Strange Stories) فیلمی هندی محصول سال ۲۰۲۱ و به کارگردانی ششانک کیتان، راج محتا، نیراج غایوان، کایوزه ایرانی است. در این فیلم بازیگرانی همچون فاطمه ثنا شیخ، جایدیپ اهلاوات، نصرت باروچا، کونکونا سن شارما، ادیتی رائو حیدری، شفالی شاه، ماناو کائول، توتا روی چودری و سارا آرجون ایفای نقش کرده‌اند.